# Cornelis Vreeswijksällskapet
Cornelis Vreeswijksällskapet är en ideell förening som bildades den 12 november 1987, på kvällen samma dag som trubaduren Cornelis Vreeswijk avled. Sällskapets övergripande mål är att sprida kännedom om Cornelis Vreeswijk som person, hans musik och poesi till kommande generationer. Sällskapet har ca 500 aktiva medlemmar och bedriver en idog verksamhet. Den 8 augusti 2000 öppnade Sällskapet Cornelis Vreeswijk Museet i Gamla Stan, Stockholm. Det fanns fram till 2011. Sällskapet arrangerar två årligen återkommande musikarrangemang i Stockholm, Cornelisdagen i augusti på Mosebacke Terrass och Cornelis Minneskonsert i Katarina kyrka på Cornelis Vreeswijks dödsdag, den 12 november. I mindre skala arrangerar Sällskapet bland annat visaftnar, seminarier och föreläsningar på temat Cornelis Vreeswijk. Sällskapet samlar även in allehanda fakta om Cornelis Vreeswijk för framtida forskning.